# Annette Sawade

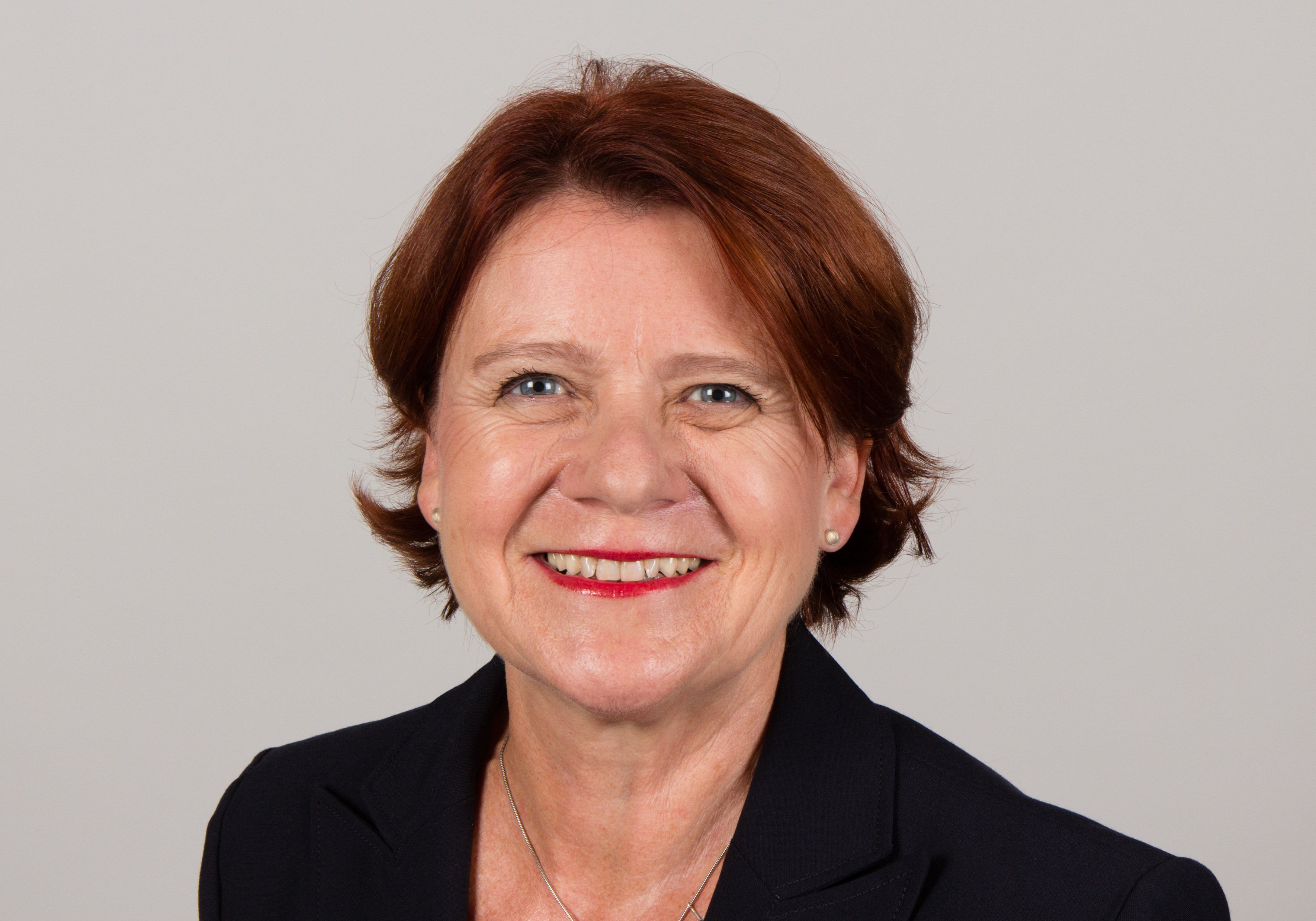
Annette Sawade, 2014

Annette Sawade (* 23. April 1953 in Nordhausen) ist eine deutsche Politikerin (SPD) und war von 2012 bis 2017 Mitglied des Deutschen Bundestages.

## Leben und Beruf
Nach dem Abitur 1971 konnte Annette Sawade aus politischen Gründen zunächst kein Studium aufnehmen und war in den Jahren 1971 und 1972 als Hilfstierpflegerin im Tierpark Berlin tätig. Von 1972 bis 1976 studierte Sawade Chemie an der Humboldt-Universität zu Berlin und schloss mit Diplom ab. Anschließend war sie als Chemikerin tätig, bis sie 1980 aufgrund ihres Ausreiseantrags aus der DDR ihre Berufstätigkeit aufgeben musste. Sawade durfte 1982 mit ihrem Ehemann Gottfried Sawade und den beiden Kindern ausreisen, wohnte zunächst in Bonn und von 1983 bis 2010 in Stuttgart. Heute lebt sie mit ihrem zweiten Ehemann Robert Gunderlach in Wackershofen, einem Teilort von Schwäbisch Hall. Nach einer Zusatzausbildung in Informationstechnik war Sawade von 1984 bis 1991 in der Landesforstverwaltung Baden-Württemberg beschäftigt. Anschließend war Sawade bis zu ihrem Einzug in den Bundestag im Umweltministerium Baden-Württemberg tätig. Bei der Bundestagswahl 2017 verpasste Annette Sawade den erneuten Einzug in den Deutschen Bundestag. Sie arbeitete von Februar 2018 bis Dezember 2019 in der Zentralstelle des Verkehrsministeriums Baden-Württemberg als Referentin. Im Dezember 2019 wurde sie in die Landessynode der evangelischen Landeskirche Württemberg gewählt. Dort ist sie seit der Konstituierung der 16. Landessynode Vorsitzende des Ausschusses für Kirche, Gesellschaft, Öffentlichkeit und Bewahrung der Schöpfung. Seit der Neuwahl der EKD 2020 ist sie Mitglied der EKD-Synode und dort im Ausschuss für Kirche Gesellschaft und Öffentlichkeit aktiv.
Seit 2019 ist Annette Sawade für Allianz pro Schiene die ehrenamtliche Beauftragte für Verkehrspolitik für Baden-Württemberg.
Annette Sawade ist in zweiter Ehe mit Robert Gunderlach verheiratet. Sie haben drei erwachsene Kinder und drei Enkel.

## Partei
Annette Sawade ist seit 1990 Mitglied der SPD. Von 1991 bis 2009 gehörte sie dem Vorstand des SPD-Ortsvereins Sillenbuch-Riedenberg an, darunter von 1998 bis 2008 als Vorsitzende. Sawade wirkte von 1999 bis 2001 als stellvertretende Kreisvorsitzende der SPD Stuttgart. Nachdem Sawade von der SPD im Wahlkreis Schwäbisch Hall – Hohenlohe zur Bundestagskandidatin nominiert worden war, wurde sie 2009 auch zur stellvertretenden Vorsitzenden der SPD im Landkreis Schwäbisch Hall gewählt. Von 2010 bis 2019 war sie Vorsitzende der Arbeitsgemeinschaft Sozialdemokratischer Frauen (ASF) für die Kreise Schwäbisch Hall und Hohenlohe. Diesen gab sie 2019 ab. Von 2009 bis 2015 gehörte Sawade auch dem SPD-Landesvorstand Baden-Württemberg an.
Innerhalb der SPD gilt Sawades Engagement insbesondere der Sozialdemokratischen Gemeinschaft für Kommunalpolitik (SGK). Nachdem sie 1997 in den SGK-Landesvorstand Baden-Württemberg gewählt wurde, amtiert sie seit 2003 sowohl als stellvertretende SGK-Landesvorsitzende wie auch als stellvertretende SGK-Bundesvorsitzende. 2021 gab sie auf eigenen Wunsch ihr Amt als stellvertretende Landes- und Bundesvorsitzende der SGK auf.
Sawades Kandidatur für den Deutschen Bundestag 2009 war zunächst nicht von Erfolg gekrönt, da ihr damaliger Listenplatz nicht zu einem Mandat führte.
2012 rückte sie in den Bundestag nach und wurde 2013 erneut in den Bundestag gewählt. Dort war sie im Petitionsausschuss und im Verkehrsausschuss tätig. 2017 kandidierte sie erneut für den Deutschen Bundestag, verfehlte jedoch aufgrund ihres Listenplatzes den erneuten Einzug.

## Abgeordnete
Von 1994 bis 2009 gehörte Sawade dem Stuttgarter Gemeinderat an und war in den letzten fünf Jahren stellvertretende Fraktionsvorsitzende.
Am 1. Juni 2012 rückte Sawade für Nicolette Kressl, die ihr Mandat niedergelegt hatte, in den Bundestag nach. Sie war ordentliches Mitglied im Ausschuss für Verkehr und digitale Infrastruktur und dort Berichterstatterin für den Bundesverkehrswegeplan Baden-Württemberg sowie für ihre Fraktion für Verkehrslärm bei Schiene, Straße und Wasser. Zudem war sie Mitglied des Petitionsausschusses und dort stellvertretende Sprecherin der AG Petition und Vorsitzende des Unterausschusses Kommunales.
Bei der Bundestagswahl 2017 reichten die Stimmen der SPD nicht aus, um über die Landesliste ihr Mandat zu behauptet. Auch als Direktkandidatin des Wahlkreises Schwäbisch Hall – Hohenlohe unterlag sie ihrem CDU-Kontrahenten Christian von Stetten.
Seit 2014 gehört Sawade dem Kreistag von Schwäbisch Hall an und wurde 2019 wiedergewählt und ist eine der stellvertretenden Fraktionsvorsitzenden. 2019 wurde sie erstmals in den Gemeinderat der Stadt Schwäbisch Hall gewählt.